# Eleonora Contucci
Eleonora Contucci (Roma, 2 maggio 1967) è un soprano italiano.

## Biografia
Nasce a Roma, ma cresce a Montepulciano, dove finisce il corso di studi conseguendo il diploma superiore presso il Liceo Scientifico Antonio da Sangallo. Si diploma al Conservatorio Ottorino Respighi con la lode.
Ancora bambina, ha cantato nella prima dell'opera Pollicino di Hans Werner Henze allestita al Cantiere Internazionale d'Arte di Montepulciano nel 1980.
Si è avvicinata a diversi generi artistici sotto la guida di personaggi come Marcel Marceau, prendendo parte a numerose produzioni del Cantiere, come la prima italiana di Cinderella di Peter Maxwell Davies e la prima assoluta di La figlia del mago di Lorenzo Ferrero.

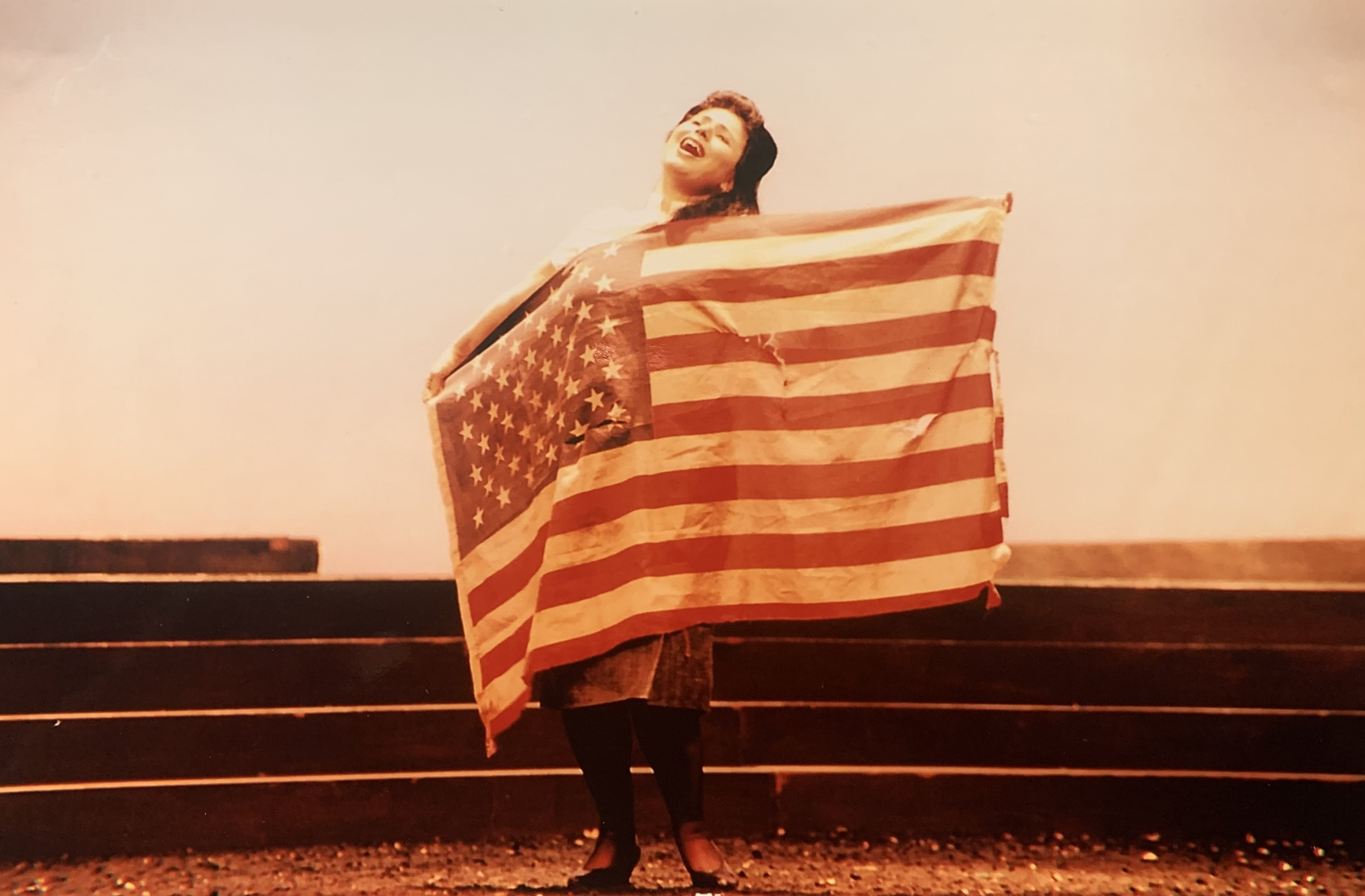
Eleonora Contucci, Madama Butterfly, Cape Town, 1999

Si è diplomata al Conservatorio Ottorino Respighi con il massimo dei voti e la lode sotto la guida di Nicoletta Panni. Ha frequentato numerose master class, fra cui quelle con Alfredo Kraus, Renata Scotto, Julia Hamari, Regina Resnik e quella con Hervé Niquet sulla vocalità barocca. Comincia una carriera artistica che la porta in tutti i maggiori teatri italiani e anche esteri, arrivando fino al Teatro dell'Opera di Città del Capo.
Ha cantato in molte opere del repertorio operistico internazionale, dai titoli più celebri, come La bohème (Mimì e Musetta), Madama Butterfly (Cio Cio San) di Puccini, Don Giovanni (Donna Anna) di Mozart, a titoli meno rappresentati, come La fiaba dello Zar Saltan di Rimskij- Korsakov, L'isola disabitata di Haydn, quest'ultime entrambe al Maggio Musicale Fiorentino.
Tra le altre opere interpretate, vi sono anche Le nozze di Figaro dirette da Zubin Mehta con regia di Jonathan Miller a Firenze, Amadigi di Händel con Rinaldo Alessandrini al San Carlo di Napoli, La favorita al Carlo Felice di Genova, L'incoronazione di Poppea con Alessandrini a Salamanca e al Festival di Beaune, L'elisir d'amore al Maggio fiorentino con la direzione di Bruno Campanella, L'Orfeo alla Scala con la direzione di Rinaldo Alessandrini e la regia di Bob Wilson, Gianni Schicchi al Regio di Parma, ancora L'elisir d'amore al Comunale di Modena e al Regio di Parma, Elektra di Strauss al Comunale di Bologna e a Reggio Emilia.
Fino al 2019 è tornata al Cantiere Internazionale d'Arte in un nuovo allestimento del Pollicino di Henze e nel Mondo alla Rovescia di Antonio Salieri.
Molto attiva anche in campo concertistico ha cantato con direttori come Latham-Koenig, Albrecht, Bolton, De Bernart, Mazzola, Stenz, Tate, Jurowski, Cilluffo, Ciampa, Böer, Piovano e ha collaborato con numerosi ensemble ed orchestre come “Concerto Italiano”, “Sentieri Selvaggi”, “la Lautten Compagney” di Berlino, l'“Orchestra della Toscana”, l'“Orchestra Toscanini” di Parma, l'“Orchestra di Padova e del Veneto”, la “Sinfonica Abruzzese”, “I Pomeriggi Musicali” di Milano.
Alterna titoli più noti come Stabat Mater di Pergolesi, Gloria di Vivaldi, Petite Messe Solennelle di Rossini, Requiem di Mozart, a titoli sconosciuti e rari per varie associazioni concertistiche. Nel 2019 si è esibita in un concerto barocco con musiche di Händel nella Stagione dell'Accademia Chigiana di Siena e lo Stabat Mater di Dvořák sotto la direzione di Luigi Piovano al Teatro Bellini di Catania. Molto attiva nel repertorio liederistico tedesco, ha cantato con orchestra il ciclo Die Schöne Magelone di Brahms al Teatro dei Rinnovati a Siena il 30 novembre 2022. La Brilliant ha pubblicato due suoi CD con i Lieder di Burgmüller e la prima registrazione mondiale dei Lieder di Hugo Staehle.
Insegna canto lirico presso il Conservatorio Claudio Monteverdi di Bolzano.
Nel 2015 ha dato vita al Festival di Pasqua a Montepulciano, di cui è direttore artistico.

## Attività politica
Dal 2019 entra in politica, eletta consigliere comunale indipendente nella coalizione di centro-sinistra alle amministrative poliziane.
Poco dopo, nello stesso anno, aderisce a Italia Viva.
Nel 2021 si candida al Consiglio Provinciale di Siena e viene eletta nella lista di centro-sinistra. È la coordinatrice della Regione Toscana per la cultura di Italia Viva.

## Vita privata
Si è sposata nel 2003 con il musicologo, artist manager ed ex-conduttore radiofonico Carlo Cavalletti.
Dal 2000 partecipa attivamente come imprenditrice nel mondo del vino portando avanti, insieme alla famiglia, una delle più antiche aziende vitivinicole di Vino Nobile di Montepulciano.